# Widder (Waffe)

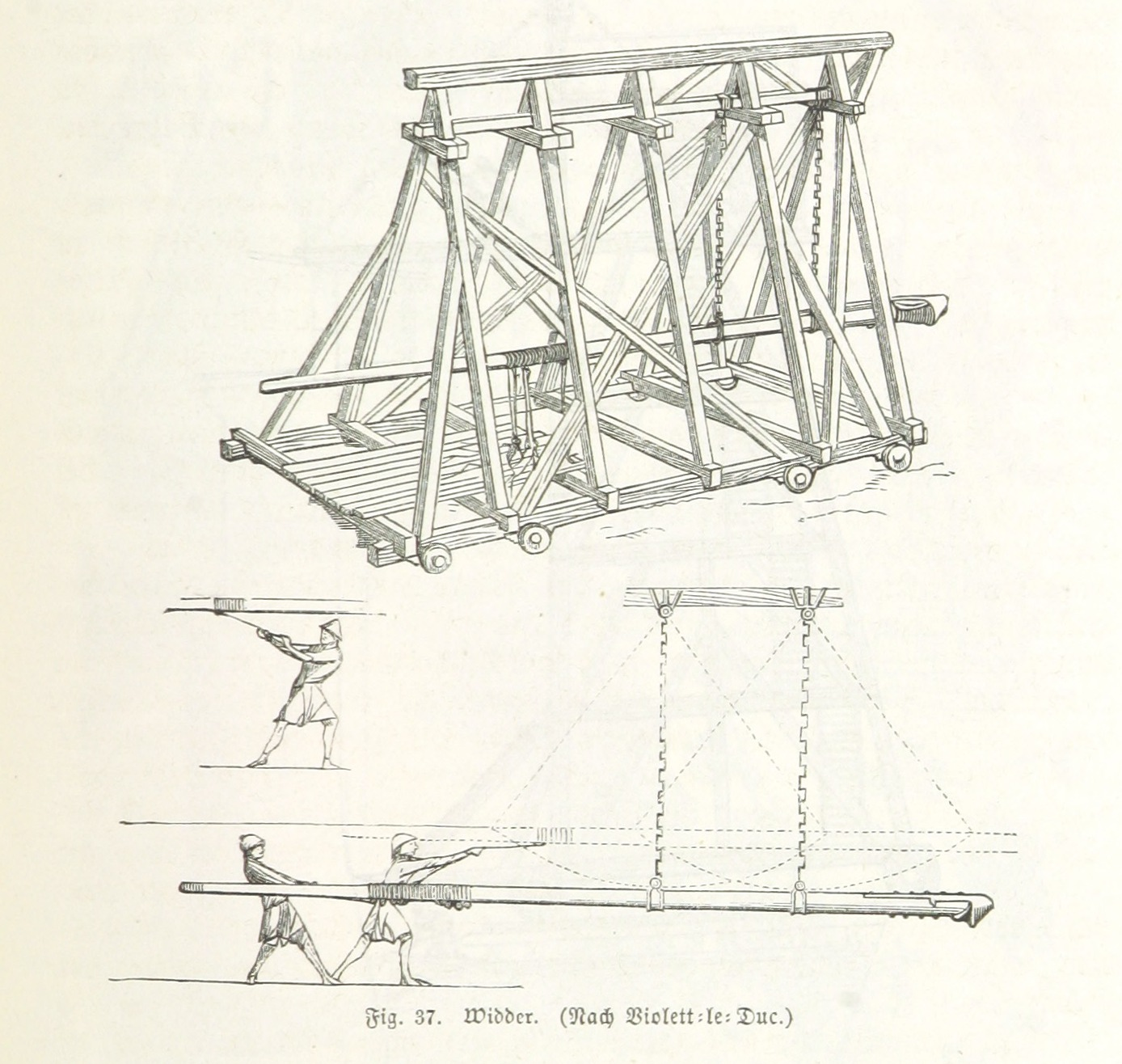
Widder

Das Wort Widder bezeichnet eine der ältesten mittelalterlichen Kriegsmaschinen zur Durchbrechung feindlicher Stadtmauern. Ein etwa 20 m langer hölzerner Sturmbock mit einem Widderkopf aus Eisen wurde ursprünglich auf den Schultern der Krieger getragen und in die Mauer gerammt. Später wurden die Belagerungswidder auf Rahmen oder Rollen montiert und mit Seilen in Stoßrichtung bewegt. Durch häufige Wiederholung des Stoßvorganges konnte es gelingen, eine Bresche in die Mauer der belagerten Stadt zu schlagen.
Siehe auch: Rammbock